# Edfu
Edfu (arabisch إدفو, DMG Idfū; koptisch Atbô) ist eine ungefähr 128.000 Einwohner (Berechnung: 2010) zählende oberägyptische Großstadt am westlichen Nilufer, etwa 100 Kilometer nördlich von Assuan und 85 Kilometer südlich von Luxor. Seit 1969 verbindet eine Brücke im Norden der Stadt beide Seiten des Nils. Der Name Edfu leitet sich aus der altägyptischen Bezeichnung Djeba ab.
Die Umgebung von Edfu ist von der Landwirtschaft geprägt, die Stadtbewohner leben jedoch im Wesentlichen vom alten Töpfereigewerbe. Daneben ist die Stadt ein Handelszentrum mit einigen Zuckerfabriken. Bekannt ist Edfu für die am westlichen Stadtrand stehende Ruine des sogenannten Horustempels. Das Bauwerk gilt als einer der am besten erhaltenen Tempel Ägyptens.

## Lage
| \| Edfu \|      |
| Lage in Ägypten |
| Edfu            |

Edfu liegt im südlichen Teil Ägyptens im fruchtbaren Niltal, 115 Kilometer nördlich des Nassersees. Rund um die Stadt wurden durch Bewässerungsmaßnahmen die landwirtschaftlichen Flächen beiderseits des Flusses auf eine Länge von etwa 25 Kilometern bis zu 25 Kilometer Breite erweitert. Daran schließen sich im Osten die Arabische Wüste, im Westen die Libysche Wüste an.
Die Stadt gehört administrativ zum Gouvernement Aswan (Assuan) und befindet sich dabei 30 Kilometer südöstlich der Nordgrenze des Gouvernements. Die sudanesische Grenze im Süden ist etwa 330 Kilometer, das Rote Meer im Nordosten 180 Kilometer entfernt. Mit Assuan und Luxor ist Edfu entlang des Nils durch eine Bahnlinie verbunden, die am Ostufer des Flusses entlangführt. Ein eigentliches Stadtzentrum besitzt die Ansiedlung nicht, den Mittelpunkt bilden die freigelegten Tempelanlagen.

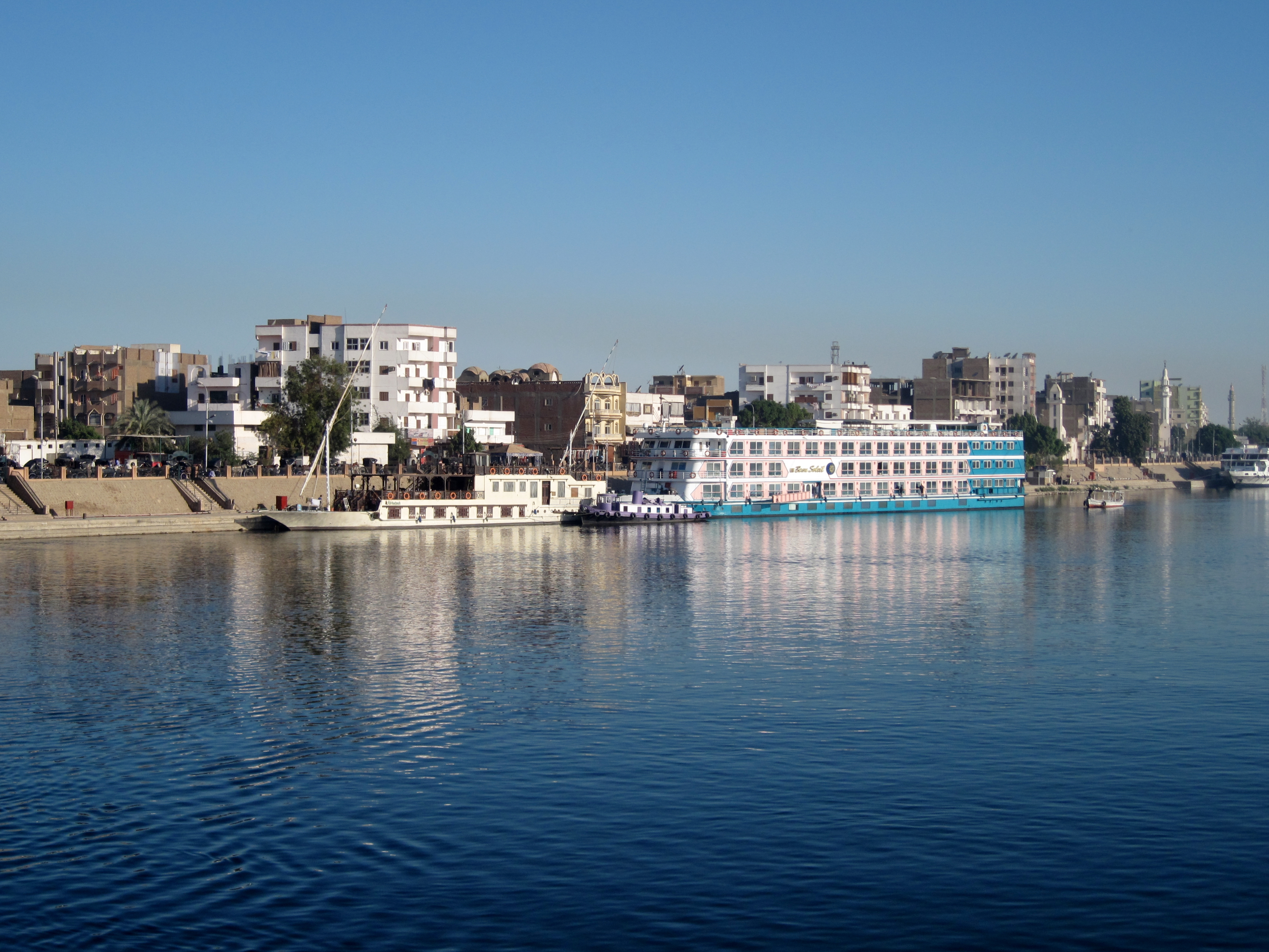
Kreuzfahrtschiffe in Edfu

Mit der Gouvernement-Hauptstadt Assuan ist Edfu außer der Bahn durch eine Straße verbunden, die am Ostufer des Nils über Kom Ombo nach Süden führt. Der nächstgelegene internationale Verkehrsflughafen ist der Flughafen Luxor, fünf Kilometer östlich der Stadt Luxor. Wichtigste Verkehrsader für Edfu ist der Nil, auf dem die für den Tourismus wichtigen Flussreiseschiffe von Luxor nach Assuan verkehren und der Frachtverkehr nach Unterägypten abgewickelt wird. Die Anlegestellen der auf dem Nil verkehrenden Kreuzfahrtschiffe liegen entlang des Ostrands des Stadtgebiets.

## Geschichte
| Djeba / Mesen / Behdet (Edfu) |

| Balamun / Behdet |

| Buto |

| Behdet (al Mashayich) |

Die frühesten Belege für die Region um Edfu reichen bis in die 5. Dynastie im Alten Reich zurück. Seither war Edfu die Hauptstadt des zweiten oberägyptischen Gaues (Wetjes-Hor; „Horus-Thron-Gau“ oder „Falkengau“). Aus der 6. Dynastie stammt die Mastaba des damaligen Gaufürsten Izi. Im Mittleren Reich entwickelte sich um ihn der Kult als verehrter „lebender Gott“. Noch vor Beginn des Neuen Reiches wurde die bestehende Nekropole von Edfu zunächst vier Kilometer westlich nach Hagar verlegt; in der Spätzeit erfolgte die nächste Verlagerung von zwölf Kilometer in südliche Richtung nach Nag'-el-Hassaya. Die gesamte Edfu umgebende Region trug den Namen „südliches Behdet“.
Während im Mittleren Reich Hor-Behdeti der Gaugott war, übernahm in griechisch-römischer Zeit Behdeti diese Funktion. Horus trat in Edfu in mehreren Erscheinungsformen auf, so beispielsweise als „Der von Behdet“, Hor-heri-wadjef, Hor-Behdeti-em-Djeba, Hor-Behdeti-em-cheperuef-en-Re, Hor-Behdeti-em-set-wenep, Hor-Behdeti-Re-Min, Horus von Buto in Edfu (Apollon in Edfu), Hor-en-peref, Harsiese im Falkengau und Harsiese in Edfu.
Nach der Sage bestand Horus in Edfu einen seiner größten Kämpfe gegen Seth. In der griechischen Antike hieß Edfu Ἀpóllônos pólis megálê, was in römischer Zeit zu Apollonopolis Magna wurde, benannt nach dem Gott Horus von Buto, der hier eine besondere Verehrung erfuhr. Neben dem Tempel des Hor-Behdeti stehen noch ansehnliche Reste der antiken Stadt, von der auch Teile ausgegraben wurden. Dabei fand man Häuser aus der griechischen, römischen und byzantinischen Zeit. Im frühen Mittelalter war Edfu Sitz eines Bischofs. Der Tempel von Edfu war lange Zeit bis zu den Kapitellen mit Sand überdeckt, was seinen guten Erhaltungszustand erklärt. An seinen Seitenrändern standen auf den Sandmassen noch im 19. Jahrhundert Häuser der einheimischen Fellachen. Fast einhundert der Gebäude wurden ab dem Jahr 1860 bei der Freilegung der Tempelanlagen unter Auguste Mariette abgerissen.

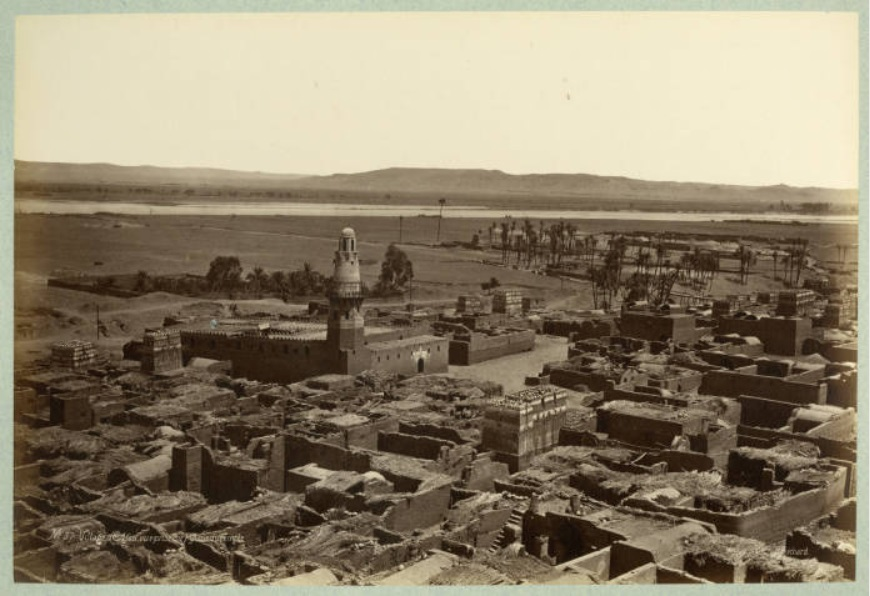
Dorf von Edfu (1870–1880)
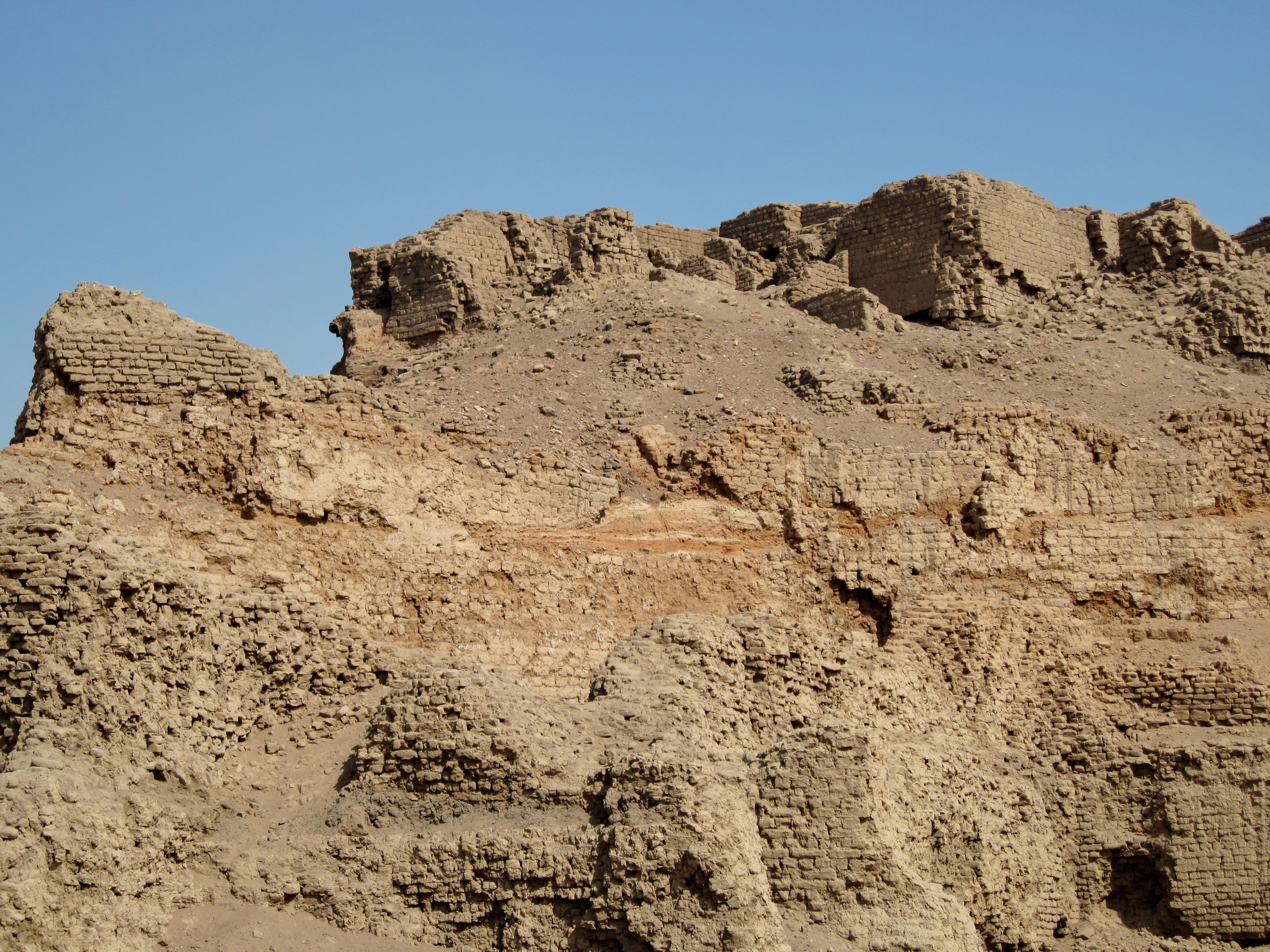
Ruinen der antiken Stadt
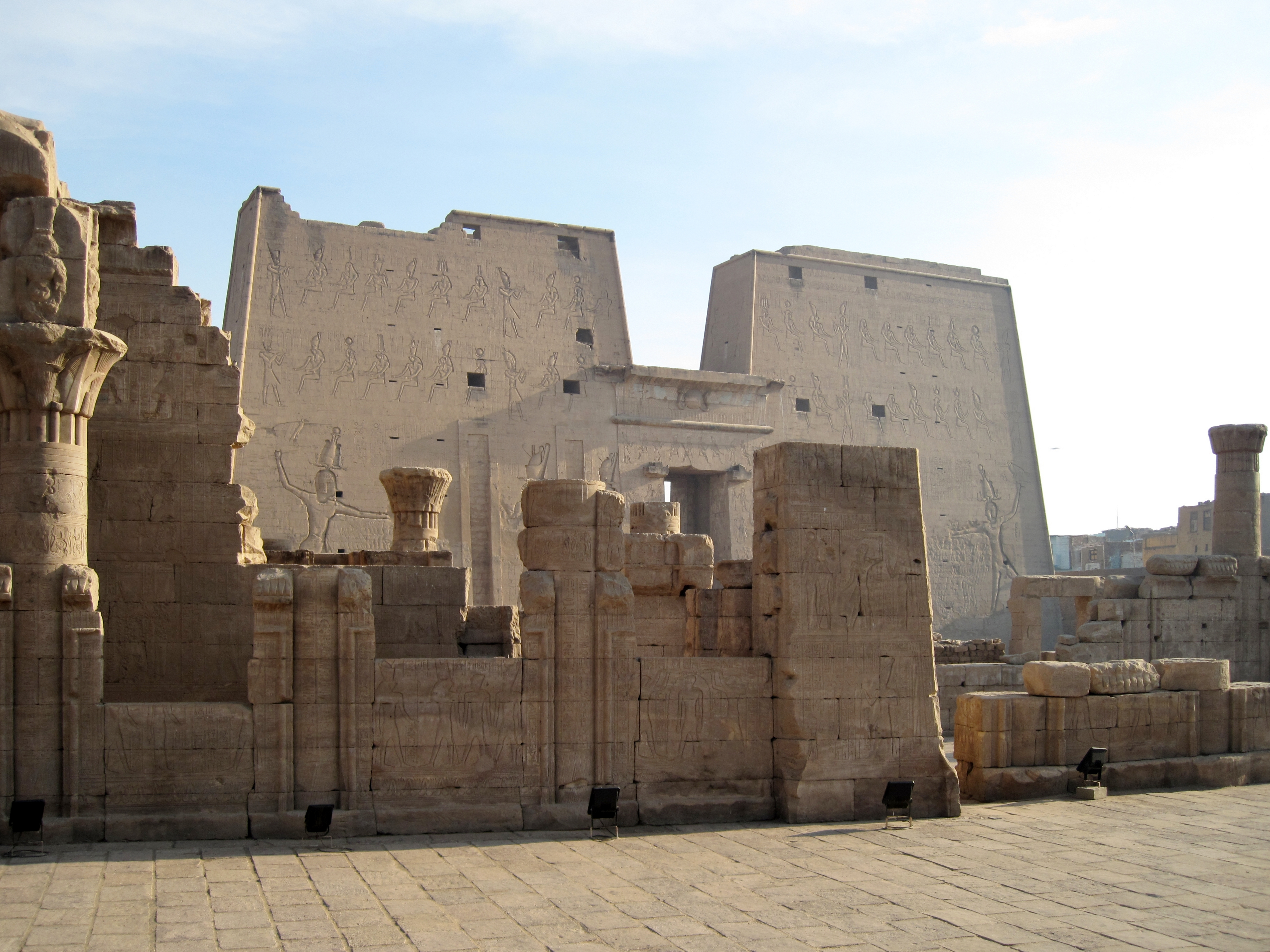
Tempel von Edfu

## Söhne und Töchter der Stadt
- Kamāl al-Dīn al-Udfuwi (* 1286; † 1348), Historiker